# 1937年5月25日月食
1937年5月25日月食为一次在协调世界时1937年5月25日出現的半影月食。該次月食半影食分為0.796、全影食分為-0.299。

## 概述
這次月食的食分是16.10。

## 基本參數
- 類型：半影月食
- 食甚資料：
  - 日期：1937年5月25日
  - 時間：7:51
  - 月球位置：赤經16.10度、赤緯-21.9度
  - 食分：半影食分：0.796、全影食分：-0.299

## 外部連結
- NASA月食專頁（页面存档备份，存于）（英文）